# 内閣府

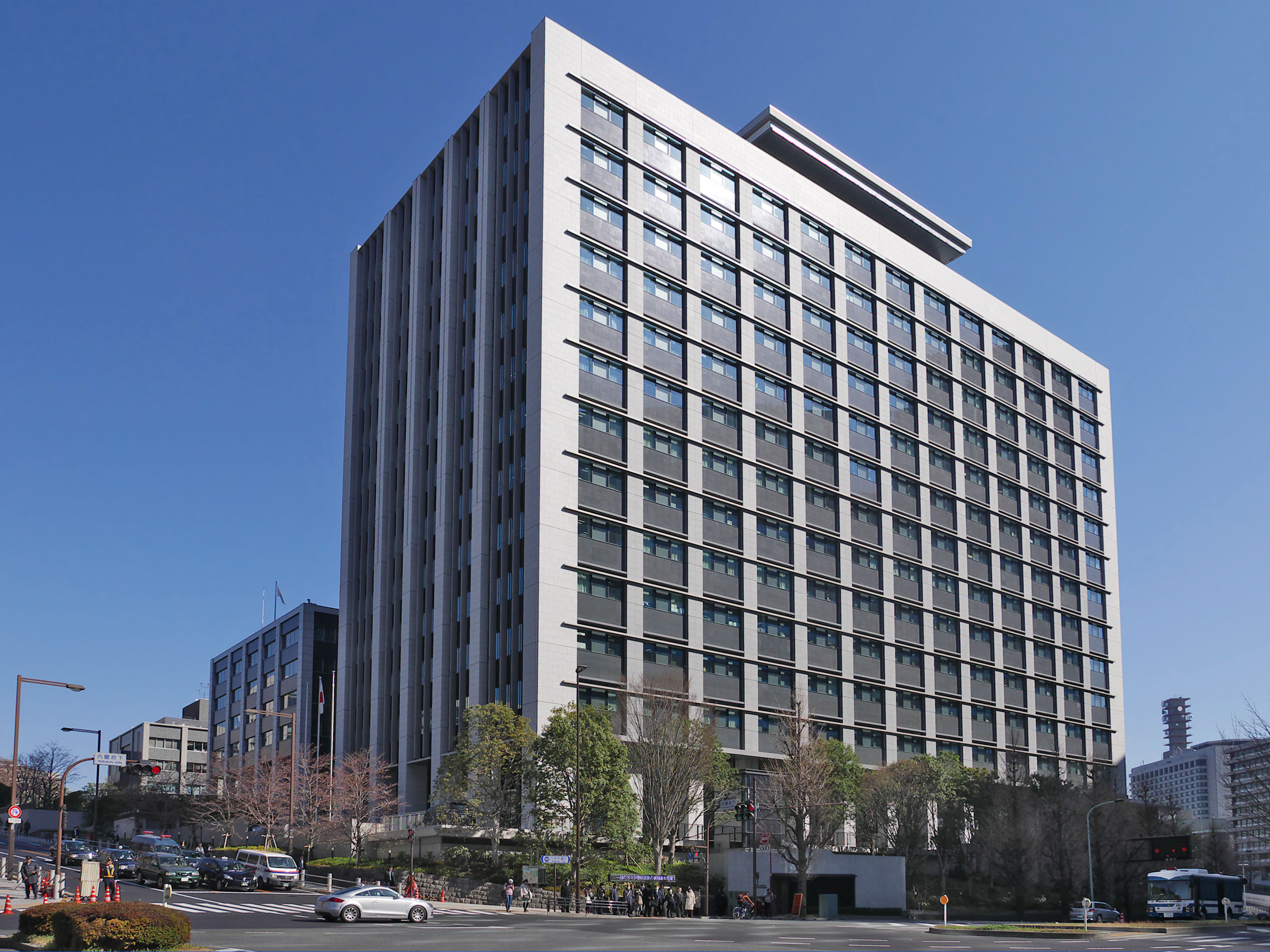
内閣府大臣官房総務課などが所在する
中央合同庁舎第8号館
（左奥は内閣府庁舎）

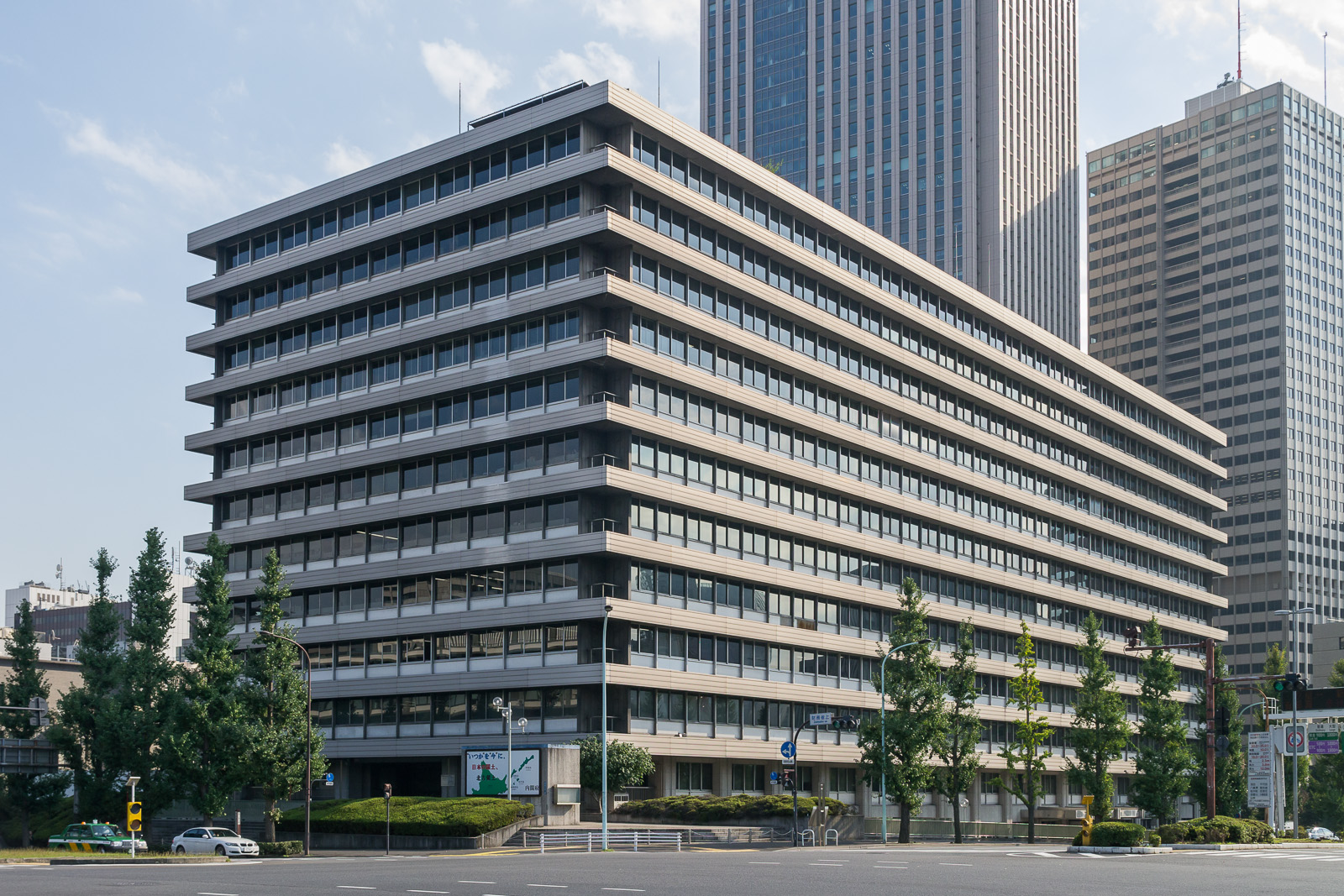
内閣府国際平和協力本部事務局などが所在する中央合同庁舎第4号館

内閣府（ないかくふ、英語: Cabinet Office、略称: CAO）は、日本の行政機関のひとつ。内閣官房を助けて内閣の重要政策に関する企画・調整を行い、内閣総理大臣が担当することがふさわしい行政事務等を所管する。

## 概要

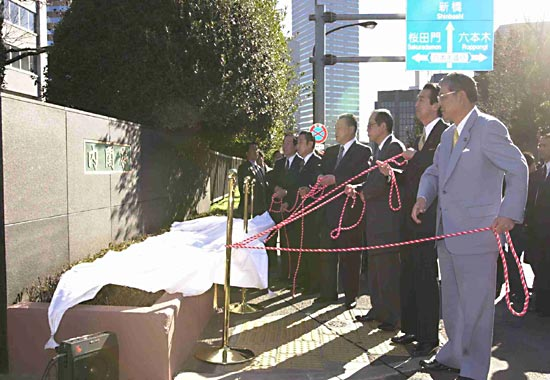
内閣府の除幕式（2001年1月6日）

山川出版社『現代社会用語集』によると、2001年（平成13年）の中央省庁再編で誕生した首相直属の機関であり、首相及び内閣官房を補佐する。複数の省庁にまたがる重要な政策を総合調整し、行政各部の統一を図るための企画立案を任されるため、他の12省庁よりも上位に位置付けられたとしているが、これは同書の見解であって、実際に法的な裏付けはない。
内閣府は、皇室、栄典及び公式制度に関する事務、男女共同参画社会の形成の促進、消費生活及び市民活動に関係する施策を中心とした国民生活の安定及び向上、沖縄の振興及び開発、北方領土問題の解決の促進、災害からの国民の保護、国の治安の確保、金融の適切な機能の確保、政府の施策の実施を支援するための基盤の整備並びに経済その他の広範な分野に関係する施策などを所管している（内閣府設置法第4条）。

## 組織
内閣総理大臣は自らを助けるものとして内閣府に内閣府特命担当大臣を置くことができる。なお、「防災」、「沖縄及び北方対策担当」、「金融担当」、「消費者及び食品安全担当」並びに「少子化担当」の特命担当大臣は必置である（同法第9条の2から第11条の3）。内閣官房長官は国家公安委員会や内閣府特命担当大臣の所掌を除く内閣府の事務の総括整理を担当し（同法第8条第1項）、内閣官房副長官は特定事項に係るものに参画する（同2項）。
設置の検討段階では行政事務を分担管理する組織であり、内閣自体の組織ではないため、名称を「内閣府」とするのは適切ではないと疑問視されていた。
国家行政組織法は適用されず、必要な事項はすべて内閣府設置法に規定されている。
重要な政策課題の多くが府省横断的な対応を要することから、内閣府設置以降、多くの業務が集中している。 認定こども園の制度を所管するようになるなど、存在感を増す一方で、その肥大化も指摘されるようになった。内閣府設置当初6名だった特命担当大臣も、2020年9月現在、10名となり、国務大臣20名の半数となっている。2015年に第3次安倍内閣において業務の見直しとして「内閣の重要政策に関する総合調整等に関する機能の強化のための国家行政組織法等の一部を改正する法律」を成立させ、今後の各省庁への事務移管等が定められた。
内閣府の内部組織は、一般に、法律の内閣府設置法、政令の内閣府本府組織令及び内閣府令の内閣府本府組織規則が階層的に規定している。
内閣府の組織の多くは東京都千代田区永田町一丁目6-1の内閣府庁舎及び中央合同庁舎第8号館に所在する。ただし、地方分権改革推進室、消費者委員会事務局、国際平和協力本部事務局等は千代田区霞が関三丁目1-1の中央合同庁舎第4号館に、大臣官房番号制度担当室等は千代田区霞が関二丁目1-2の中央合同庁舎第2号館に、地方創生推進事務局等は千代田区永田町一丁目11-39の永田町合同庁舎に所在し、その他にも大手町合同庁舎第3号館や経済産業省別館、民間ビル等に分かれて所在している。
内閣府の広報誌としては、「広報ぼうさい」（政策統括官（防災担当））、「学術の動向」（日本学術会議）などが部局ごとに存在する。

### 幹部
- 内閣総理大臣（内閣府設置法第6条）
- 内閣官房長官（同法第8条第1項）
- 内閣官房副長官（同条第2項） - 3人
- 内閣府特命担当大臣（同法第9条第1項）
- 内閣府副大臣（同法第13条第1項） - 3人[注釈 2]
- 内閣府大臣政務官（同法第14条第1項） - 3人[注釈 3]
- 内閣府大臣補佐官（同条第2項） - 6人以内（必置ではない）
- 内閣府事務次官（同法第15条第1項）
- 内閣府審議官（同法第16条） - 2人

### 内部部局等
- 内閣府大臣官房（内閣府本府組織令第1条、第10条）
  - 総務課
  - 人事課
  - 会計課
  - 企画調整課
  - 政策評価広報課
  - 公文書管理課
  - 政府広報室
- 政策統括官（9名）
  - 経済財政運営担当[注釈 4]
  - 経済社会システム担当
  - 経済財政分析担当
  - 防災担当[注釈 5]
  - 原子力防災担当
  - 沖縄政策担当
  - 政策調整担当
  - 重要土地担当
  - 経済安全保障担当
- 独立公文書管理監（同令第1条）
- 賞勲局（同令第1条、第21条）
  - 総務課
- 男女共同参画局（同令第1条、第24条）
  - 総務課
  - 推進課
  - 男女間暴力対策課
- 沖縄振興局（同令第1条、第28条）
  - 総務課

### 重要政策に関する会議
- 経済財政諮問会議（内閣府設置法第18条第1項）
- 総合科学技術・イノベーション会議（同項）
- 国家戦略特別区域諮問会議（国家戦略特別区域法）
- 中央防災会議（災害対策基本法）
- 男女共同参画会議（男女共同参画社会基本法）

### 審議会等
- 宇宙政策委員会（内閣府設置法第37条第1項）
- 民間資金等活用事業推進委員会（民間資金等の活用による公共施設等の整備等の促進に関する法律）
- 日本医療研究開発機構審議会（国立研究開発法人日本医療研究開発機構法）
- 食品安全委員会（食品安全基本法）
- 土地等利用状況審議会（重要施設周辺及び国境離島等における土地等の利用状況の調査及び利用の規制等に関する法律）
- 休眠預金等活用審議会（民間公益活動を促進するための休眠預金等に係る資金の活用に関する法律）
- 公文書管理委員会（公文書等の管理に関する法律）
- 障害者政策委員会（障害者基本法）
- 原子力委員会（原子力基本法、原子力委員会設置法）
- 地方制度調査会（地方制度調査会設置法）
- 選挙制度審議会（選挙制度審議会設置法）
- 衆議院議員選挙区画定審議会（衆議院議員選挙区画定審議会設置法）
- 国会等移転審議会（国会等の移転に関する法律）
- 公益認定等委員会（公益社団法人及び公益財団法人の認定等に関する法律）
- 再就職等監視委員会（国家公務員法）
- 退職手当審査会（国家公務員退職手当法）
- 新技術等効果評価委員会（産業競争力強化法）
- 消費者委員会（消費者庁及び消費者委員会設置法）
- 沖縄振興審議会（沖縄振興特別措置法）
- 規制改革推進会議（内閣府本府組織令第31条）
- 税制調査会（同条）

### 施設等機関
- 経済社会総合研究所（内閣府本府組織令第34条）
- 迎賓館（同条）

### 特別の機関
- 地方創生推進事務局（内閣府設置法第40条第1項）
- 知的財産戦略推進事務局（同項）
- 科学技術・イノベーション推進事務局（同項）
- 健康・医療戦略推進事務局（同項）
- 宇宙開発戦略推進事務局（同項）
- 北方対策本部（同項）
- 総合海洋政策推進事務局（同項）
- 金融危機対応会議（同項）[注釈 6]
- 民間資金等活用事業推進会議（民間資金等の活用による公共施設等の整備等の促進に関する法律）
- 孤独・孤立対策推進本部（孤独・孤立対策推進法）
- 高齢社会対策会議（高齢社会対策基本法）
- 中央交通安全対策会議（交通安全対策基本法）
- 犯罪被害者等施策推進会議（犯罪被害者等基本法）[注釈 7]
- 消費者政策会議（消費者基本法）[注釈 8]
- 国際平和協力本部（国際連合平和維持活動等に対する協力に関する法律）
- 日本学術会議（日本学術会議法）
- 官民人材交流センター（国家公務員法）
- 食品ロス削減推進会議（食品ロスの削減の推進に関する法律）
- 原子力立地会議（原子力発電施設等立地地域の振興に関する特別措置法）

### 地方支分部局
- 沖縄総合事務局（内閣府設置法第43条第1項、内閣府本府組織令第54条第3項）
  - 総務部
  - 財務部
  - 農林水産部
  - 経済産業部
  - 開発建設部
  - 運輸部

### 外局等
- 宮内庁（宮内庁法）
- 公正取引委員会（独占禁止法）
- 国家公安委員会（警察法）
- 個人情報保護委員会（個人情報保護法）
- カジノ管理委員会（カジノ実施法）
- 金融庁（金融庁設置法）
- 消費者庁（消費者庁及び消費者委員会設置法）
- こども家庭庁（こども家庭庁設置法）

宮内庁は、旧総理府の外局であったが、現在は内閣府の外局（内閣府設置法第49条）ではなく内閣府に置かれる独自の位置づけの機関とされている（内閣府設置法第48条）。官報では内閣府のみ「外局」の区分表記を「外局等」とし、宮内庁をその区分内の筆頭に記載する形をとっている。
同じく旧総理府の外局であった公正取引委員会は、2001年の中央省庁再編により総務省の外局に移行されたが、2003年に内閣府の外局に移行された。
かつては防衛庁も内閣府の外局であったが、2007年1月9日に防衛省に移行し、廃止された。

## 内閣府特命担当大臣
| 金融担当                           | 加藤勝信     |
| 経済財政政策担当                   | 赤沢亮正     |
| 原子力損害賠償・廃炉等支援機構担当 | 武藤容治     |
| 原子力防災担当                     | 浅尾慶一郎   |
| 防災担当                           | 坂井学       |
| 海洋政策担当                       | 坂井学       |
| 規制改革担当                       | 平将明       |
| こども政策少子化対策若者活躍担当   | 三原じゅん子 |
| 男女共同参画担当                   | 三原じゅん子 |
| 共生・共助担当                     | 三原じゅん子 |
| 知的財産戦略担当                   | 城内実       |
| 科学技術政策担当                   | 城内実       |
| 宇宙政策担当                       | 城内実       |
| 経済安全保障担当                   | 城内実       |
| クールジャパン戦略担当             | 城内実       |
| 沖縄及び北方対策担当               | 伊東良孝     |
| 地方創生担当                       | 伊東良孝     |
| 消費者及び食品安全担当             | 伊東良孝     |
| アイヌ施策担当                     | 伊東良孝     |

## 所管法人
内閣府本府が所管する独立行政法人は、2024年4月1日現在、国立公文書館、北方領土問題対策協会、日本医療研究開発機構（AMED）の3法人である。国立公文書館は行政執行法人であり、役職員は国家公務員の身分を有する。
その他に、外局である消費者庁が国民生活センターを、こども家庭庁が、福祉医療機構（厚生労働省との共管。主管は厚生労働省）及び日本スポーツ振興センター（文部科学省との共管。主管は文部科学省）をそれぞれ所管している。
所管する特殊法人は、2024年4月1日現在、沖縄振興開発金融公庫及び沖縄科学技術大学院大学学園の2法人である。沖縄科学技術大学院大学の前身は独立行政法人の沖縄科学技術研究基盤整備機構であった。
所管する認可法人は、2024年4月現在、原子力損害賠償・廃炉等支援機構の1法人である。
2024年4月1日現在、内閣府本府が所管する特別民間法人は存在しない。外局である国家公安委員会の特別の機関である警察庁が自動車安全運転センターを、外局である金融庁が日本公認会計士協会を、それぞれ所管している。
内閣府本府が所管する特別の法律により設立される法人は存在しない。外局である金融庁が日本証券業協会、損害保険料率算出機構、日本貸金業協会を所管、生命保険契約者保護機構を財務省と共管している。

## 財政
2024年度（令和6年度）一般会計当初予算における内閣府所管予算は、5兆0671億1242万5千円である。組織別の内訳は、内閣本府が3703億2732万1千円、地方創生推進事務局が1043億2954万8千円、知的財産戦略推進事務局が2億1938万3千円、科学技術・イノベーション推進事務局が576億9347万2千円、健康・医療戦略推進事務局が2億5942万9千円、宇宙開発戦略推進事務局が199億2708万1千円、北方対策本部が16億8254万2千円、総合海洋政策推進事務局が52億9052万円、国際平和協力本部が6億8812万3千円、日本学術会議が9億4863万1千円、官民人材交流センターが2億5518万7千円、沖縄総合事務局が109億8893万2千円、宮内庁が119億5677万円、公正取引委員会が118億3060万2千円、警察庁が2806億4468万9千円、個人情報保護委員会が35億4838万1千円、カジノ管理委員会が37億0079万4千円、金融庁が233億5521万5千円、消費者庁が137億7560万9千円、こども家庭庁が4兆1456億9019万6千円となっている。
内閣府は、総務省及び財務省と交付税及び譲与税配付金特別会計を、文部科学省、経済産業省及び環境省とエネルギー対策特別会計を、厚生労働省と年金特別会計を共管している。また、国会、裁判所、会計検査院、内閣、内閣府、デジタル庁、復興庁、総務省、法務省、外務省、財務省、文部科学省、厚生労働省、農林水産省、経済産業省、国土交通省、環境省及び防衛省所管の東日本大震災復興特別会計を共管する。

## 職員
一般職の在職者数は2023年7月1日現在、内閣府全体で14,988人（男性12,235人、女性2,753人）である。本府及び外局別の人数は本府が2,392人（男性1,844人、女性548人）、宮内庁965人（男性745人、女性220人）、公正取引委員会793人（男性586人、女性207人）、国家公安委員会（警察庁）8,210人（男性7,168人、女性1,042人）、個人情3162人、女性375人）、消費者庁380人（男性257人、女性126人）、こども家庭庁415人（男性280人、女性135人）となっている。
行政機関職員定員令に定められた内閣府の定員は、特別職63人を含めて15,564人。宮内庁及び各外局別の定員も同政令に定められており、宮内庁：1,049人、 公正取引委員会：927人（事務総局職員）、 国家公安委員会：8,054人（警察庁職員）、 個人情報保護委員会：231人（事務局職員）、 カジノ管理委員会：167人（事務局職員）、 金融庁：1,654人、 消費者庁：465人、こども家庭庁：435人となっている。警察庁の定員のうち、2,312人は警察官の定員とされている。内閣府本府の定員は、個別の規定がないが、内閣府全体の定員から宮内庁及び各外局別の定員を控除して算出することができ、2,552人となっている。
2024年度一般会計予算における予算定員は特別職123人、一般職16,024人の計16,147人である。機関別内訳は内閣府本府が1,416人、地方創生推進事務局8人、知的財産戦略推進事務局2人、科学技術・イノベーション推進事務局73人、健康・医療戦略推進事務局3人、宇宙開発戦略推進事務局19人、北方対策本部12人、総合海洋政策推進事務局8人、国際平和協力本部23人、日本学術会議50人、官民人材交流センター17人、沖縄総合事務局886人、宮内庁：1,056人、公正取引委員会：932人、警察庁：8,692人、個人情報保護委員会：236人、カジノ管理委員会：172人、金融庁：1,659人、 消費者庁：465人、こども家庭庁：418人となっている。特別職について、予算定員と行政機関職員定員令の定員に大きな差異があるのは、公正取引委員会等の独立行政委員会の場合、行政機関職員定員令の定員は事務（総）局（国家公安委員会の場合は警察庁）の定員であり、委員会の委員を含まないこと、宮内庁の場合、行政機関職員定員令の定員は長官、侍従長等を含まないのに対し、予算定員にはこれらの者を含むためである。また行政機関職員定員令の国家公安委員会（警察庁職員）の定員と予算定員の警察庁の定員の差異は、地方警務官の定員は、警察法第57条第1項に基づき警察法施行令第6条により633人と定められており、これが予算定員にのみ含まれていることが主な原因である。ほかに、特別会計の予算定員は、エネルギー対策特別会計が63（内閣府本府）、年金特別会計が47人（こども家庭庁）となっている。
内閣府の一般職の職員は非現業の国家公務員なので、労働基本権のうち争議権と団体協約締結権は国家公務員法により認められていない。団結権は認められており、職員は労働組合として国家公務員法の規定する「職員団体」を結成し、若しくは結成せず、又はこれに加入し、若しくは加入しないことができる（国家公務員法第108条の2第3項）。ただし警察庁の警察職員は団結権も否定されており、職員団体を結成し、又はこれに加入してはならない（同条第5項）。
2023年3月31日現在、人事院に登録された職員団体の数は、単一体団体1、支部等団体1となっている組合員数は126人、組織率は2.4%。
特殊な職員として、報道で披露される元号や官記などの揮毫を専門とする辞令専門官（官邸書家）が人事課に所属している。これとは別に宮内庁でも天皇・皇后の親書などを代筆する文書専門員（祐筆）がいる。

## 幹部
一般職の幹部は以下のとおりである。
- 事務次官：井上裕之
- 内閣府審議官：松田浩樹
- 内閣府審議官：林幸宏
- 大臣官房長：笹川武
- 政策統括官（経済財政運営担当）：堤雅彦
- 政策統括官（経済社会システム担当）：阿久澤孝
- 政策統括官（経済財政分析担当）：吉岡秀弥
- 政策統括官（防災担当）：横山征成
- 政策統括官（原子力防災担当）：松下整
- 政策統括官（沖縄政策担当）：黒瀬敏文
- 政策統括官（共生・共助担当）：水野敦
- 政策統括官（重要土地担当）：山野徹
- 政策統括官（経済安全保障担当）：泉恒有（併任）
- 政策統括官（サイバー安全保障担当）：木村公彦（併任）
- 独立公文書管理監：藤本治彦
- 賞勲局長：相川哲也
- 男女共同参画局長：岡田恵子
- 沖縄振興局長：矢作修己
- 経済社会総合研究所長：野村裕
- 迎賓館長：吉住啓作
- 地方創生推進事務局長：高橋謙司
- 知的財産戦略推進事務局長：中原裕彦
- 科学技術・イノベーション推進事務局長：濱野幸一
  - 科学技術・イノベーション推進事務局統括官：井上諭一
  - 科学技術・イノベーション推進事務局統括官：福永哲郎（併任）
- 健康・医療戦略推進事務局長：内山博之
- 宇宙開発戦略推進事務局長：風木淳
- 総合海洋政策推進事務局長：舟本浩
- 国際平和協力本部事務局長：森川徹
- 日本学術会議事務局長：畠山貴晃
- 官民人材交流センター官民人材交流副センター長[注釈 12]：砂山裕